# Сохоть
Сохоть — река в России, протекает в Пошехонском районе Ярославской области. Устье реки находится в 12 км по правому берегу реки Репы. Длина реки — 34 км, площадь водосборного бассейна — 87,1 км².
На берегу этой реки основал новую обитель преподобный Севастиан Пошехонский, который известен также по прозвищу, образованному от её названия — Сохотский.

## Данные водного реестра
По данным государственного водного реестра России, относится к Верхневолжскому бассейновому округу, водохозяйственный участок реки — Рыбинское водохранилище до Рыбинского гидроузла и впадающие в него реки, без рек Мологи, Суды и Шексны от истока до Шекснинского гидроузла, речной подбассейн реки — реки бассейна Рыбинского водохранилища. Речной бассейн реки — (Верхняя) Волга до Куйбышевского водохранилища (без бассейна Оки).
Код объекта в государственном водном реестре — 08010200412110000009885.